# Podwysokie (województwo podlaskie)
Podwysokie – wieś w Polsce położona w województwie podlaskim, w powiecie suwalskim, w gminie Raczki.
W latach 1975–1998 miejscowość położona była w województwie suwalskim.
Wierni kościoła rzymskokatolickiego należą do parafii Matki Bożej Częstochowskiej w Żylinach.